# Fritz Grünbaum (Physiker)
Fritz Grünbaum (* 1880; † 22. Juni 1918) war ein deutscher Physiker und Fachbuchautor.

## Leben und Werk
Grünbaum promovierte 1902 in Berlin mit der Arbeit Zur Photometrie der Absorptionsspektren von Lösungen. Um 1905 war er Assistent für Physik bei den Ausbildungskursen des Kaiserlichen Telegraphenversuchsamtes, und danach war er am Physikalischen Institut der Technischen Hochschule Charlottenburg. Er war Mitglied der Deutschen Physikalischen Gesellschaft von 1908 bis 1912. Es folgte eine Beschäftigung bei Siemens & Halske. 1918 starb er nach längerer Krankheit.
Zusammen mit R. Lindt verfasste er 1905 das Fachbuch Das physikalische Praktikum des Nichtphysikers („Grünbaum-Lindt“) das 1917 und 1921 neu aufgelegt wurde, und 1918 das Fachbuch Elektromechanik und Elektrotechnik. Er veröffentlichte mehrere Arbeiten zur Photometrie und 1911/12 mehrere Arbeiten zur Relativitätstheorie.

## Veröffentlichungen (Auswahl)
In Periodika
- Zur Photometrie der Absorptionsspektren von Lösungen (1902). Inauguraldissertation. Berlin
- (mit Martens, F. F.) Über eine Neukonstruktion des Königschen Spektralphotometers (1903). Annalen der Physik, 317(13), 984–1003.
- Absorptionsmessungen an wässerigen Farbstofflösungen (1903). Annalen der Physik, 317(13), 1004–1011.
- Die räumliche Kontrastwirkung der Farben (1908), Verhandlungen der DPG, 234–241; Online
- Über einige ideelle Versuche zum Relativitätsprinzip (1911), Physikalische Zeitschrift, 12, 500–509; Online
- Zur Darstellung des Michelsonschen Interferenzversuches (1911), Verhandlungen der DPG, 13, 234–241; Online
- Bemerkungen über die Grenzen des Relativitätsprinzips (1911), Verhandlungen der DPG, 13, 851–855; Online
- Abermals die Grenzen des Relativitätsprinzips (1912), Verhandlungen der DPG, 14, 288–293; Online

Fachbücher
- (mit Lindt, R.) Das physikalische Praktikum des Nichtphysikers: Theorie und Praxis der vorkommenden Aufgaben für alle, denen Physik Hilfswissenschaft ist: zum Gebrauch in den physikalischen Übungen und in der Praxis (1905). Thieme; Online erste Ausgabe, Zweite Ausgabe, 1917. Dritte Ausgabe, 1921.
- Elektromechanik und Elektrotechnik (1918). Thieme; Online